# Ministerstvo daní (Čína)
Ministerstvo daní (čínsky v českém přepisu chu-pu, pchin-jinem hùbù, znaky 戶部) či ministerstvo financí, doslova ministerstvo domácností, byl v Číně od 6. do 19. století jeden z ústředních úřadů státní správy čínských států, jmenovitě říší Suej a Tchang, států období pěti dynastií, říší Sung, Ťin, Jüan, Ming a Čching.
Provádělo soupisy obyvatelstva a půdy, na základě seznamů vybíralo daně a distribuovalo je. Původně bylo částí kanceláře šang-šu, v říši Jüan a rané Ming (ve 13. a 14. století) náleželo pod kancelář čung-šu. Od roku 1380 se osamostatnilo a přímo podléhalo císaři.

## Historie
Ministerstvo vzniklo v říši Suej jako jeden ze šesti funkčních oddílů kanceláře šang-šu, součástí kanceláře šang-šu bylo i v říši Tchang, za pěti dynastií a v říši Sung. Po splynutí „tří kanceláří“ san-šeng (čung-šu šeng, men-sia šeng a šang-šu šeng) bylo říši Jüan a zprvu i v říši Ming částí kanceláře čung-šu. Roku 1380 byla kancelář čung-šu zrušena a ministerstva, včetně ministerstva daní, se osamostatnila a nadále byla přímo podřízena císaři.
Původně se nazývalo ministerstvo lidu, (民部, min-pu), ale kolem roku 650 bylo přejmenováno kvůli tabuizaci jména císaře Tchaj-cunga, vlastním jménem Li Š’-mina.
Zodpovídalo za sčítání lidu a evidenci půdy, rozpis a výběr daní, skladování a distribuci komodit vybraných na daních. V čele stál ministr šang-šu (čínsky pchin-jinem shàngshū, znaky 尚書; případně dva ministři – zleva a zprava), a náměstek ministra š’-lang (čínsky pchin-jinem shìláng, znaky 侍郎), jeho odbory vedli ředitelé s titulem lang-čung (郞中).
Obvykle se dělilo na čtyři odbory s’ (司):
- censu (戶部司, chu-pu-s’), pro soupisy obyvatelstva, obdělávané půdy a k ní náležejících daňových povinností a osvobození;
- všeobecných účtů (度支司, tu-č’-s’);
- pokladu (金部司, ťin-pu-s’);[2]
- sýpek (倉部司, cchang-pu-s’).[1]

Za Sungů do roku 1080 existovalo pouze formálně, na státní finance dozíral finanční vládní výbor san-s’. V rámci reforem sungské správy za císaře Šen-cunga bylo po roce 1080 ministerstvo oživeno a složeno ze dvou oddělení cchao, levého (左曹, cuo-cchao) pro soupisy obyvatel, zemědělství a daně a pravého (右曹, jou-cchao) pro stabilizaci cen, výjimky v pracovní povinnosti, obchody a stabilizační fondy; a tří odborů – všeobecných účtů, pokladu a sýpek.
Za Ťinů byly ministerské odbory zrušeny; za Jüan se dělilo na šest sekcí kche (科):
- pokladu (金科, ťin-kche);
- sýpek (倉科, cchang-kche);
- zvláštních účtů (內度科, nej-tu-kche), pro příjmy a výdaje vztahující se k císaři;[4]
- všeobecných účtů (外度科, waj-tu-kche), pro ostatní a všeobecné příjmy a výdaje;[4]
- píce (糧草科, liang-cchao-kche);
- rozpočtu (審計科, šen-ťi-kche).[1]

V letech 1260–1264 a 1266–68 bylo částí sjednoceného ministerstva státní správy, obřadů a daní li-hu-li-pu (čínsky pchin-jinem lìhùlǐbù, znaky 吏戶禮部),
Za Mingů se od roku 1368 dělilo na pět sekcí pojmenovaných první, druhá, třetí, čtvrtá a všeobecná, každou vedl ředitel lang-čung. Od roku 1373 byl v čele každé sekce ministr šang-šu a náměstek ministra š’-lang. Od roku 1380 se dělilo na čtyři funkční odbory; od 1390 na teritoriální odbory, pro každou provincii jeden. Teritoriální odbory se skládaly z funkčních sekcí: statistické, všeobecných účtů, zvláštních účtů, sýpek. Navíc ministerstvu podléhalo množství skladů a sýpek a několik samostatných vládních agentur: pro tisk papírových peněz, pro peněžní zásobu, pro celnice na Velkém kanále, námořní dozorčí úřady. Záležitosti nespadající do konkrétní provincie byly rozděleny mezi odbory. Tak věci týkající se Pej Č’-li, Nan Č’-li, solného monopolu, vnitřních celnic, sýpek na Velkém kanálu, císařských stájí a pastvin řešily odbory pro Fu-ťien, S’-čchuan, Šan-tung, Jün-nan, Kuang-si a Kuej-čou v tomto pořadí. Ministerstvo vedl ministr a dva náměstci ministra. Jeden náměstek spravoval sýpky v metropoli, přičemž disponoval vlastním úřadem a přímým přístupem k císaři. Od roku 1442 řídil ještě nově zřízenou pokladnu tchaj-cchang, která soustřeďovala příjmy ministerstva ve stříbře (koncem 16. století ročně 4 miliony liangů, tj. 150 tun). Druhý náměstek obvykle setrvával v některé provincii s dočasným pověřením (např. dozor nad Velkým kanálem).
Kromě ministerstva v hlavním městě říše (Nankingu, od roku 1421 Pekingu), existovalo v mingské době i paralelní ministerstvo daní ve vedlejším hlavním městě (v letech 1402–1421 Pekingu, od 1421 v Nankingu). Ministerstvo ve vedlejší metropoli mělo stejnou strukturu, avšak méně úředníků, Jeho pravomoc se vztahovala na vedlejší metropoli a metropolitní oblast. Po roce 1421 se nankingské ministerstvo daní kromě toho podílelo na shromažďování pozemkové daně i z provincií Če-ťiang, Ťiang-si a Chu-kuang, vydávalo solné certifikáty (jen-jin) pro celou říši a spravovalo evidenci daňových povinností mingských poddaných, takzvané Žluté registry.
Dělení na provinční odbory zůstalo zachováno i v říši Čching.